# Ulatowo-Adamy
Ulatowo-Adamy – wieś w Polsce położona w województwie mazowieckim, w powiecie przasnyskim, w gminie Krzynowłoga Mała. Ma status sołectwa.
| SIMC    | Nazwa         | Rodzaj    |
| ------- | ------------- | --------- |
| 0512763 | Ulatowo-Niwka | część wsi |

W latach 1954–1959 wieś należała i była siedzibą władz gromady Ulatowo-Adamy, po jej zniesieniu w gromadzie Krzynowłoga Wielka. W latach 1975–1998 miejscowość administracyjnie należała do województwa ostrołęckiego.
Przez miejscowość przepływa Ulatówka, niewielka rzeka dorzecza Narwi, dopływ Orzyca.